# エコオトメ
エコオトメはエポック社より発売されている、携帯型のトイレ用擬音装置。正式商品名は「携帯できるトイレ用擬音発声装置 エコオトメ」。2009年8月29日より発売されている。

## 内容・使用方法
トイレの固定設備であった擬音装置のポータブル版。大きさは横3cm、高さ6.5cm、幅2cmと手のひらに収まるサイズで、ボールキーチェーンが付属している。デザインはハート(ピンク色)・リボン(水色)・地球(白色)の3種類がある。電源はLR44ボタン型電池2個。
本体の円形ボタンを2秒間の長押しすることで、内蔵されたスピーカーから流水音が流れる（長押しは誤作動を防止するための仕様）。流水音は25秒後にフェードアウトする。

## 開発経緯
当初「男性社員は売れるのかと懐疑的だった」が、「女性社員が必ず売れると押し、商品化」となった。安価であり、不特定多数が触る備え付け型と違って個人用である点も売りにされている。生産数を抑えていたこともあって初回生産分は完売した。
発売に先立ち、2009年7月の東京おもちゃショーで披露された。この際には、デコレーション用のラインストーン等が付属する姉妹品「デコエコオトメ」も出品された。

## 類似品
エコオトメの社会的な反響を受け、他社からも類似商品が発売されている。
どの製品も1000円以上と高く、強制終了が出来ず、音量が大きいなどの違いがある。
さらに携帯電話の着信メロディサービスでも提供が始まり、エコオトメの影響は広がっている。
- エコヒメストラップ（ラナ製）
- ケータイ音姫（タカラトミー製）
- 音無さららさん（Yahoo!ケータイ）